# سایمون سوت
سایمون سوت (استونیایی: Saimon Sutt؛ زادهٔ ۱۲ آوریل ۱۹۹۵) بازیکن بسکتبال اهل استونی است.
از باشگاه‌هایی که در آن بازی کرده‌است می‌توان به تیم بسکتبال دانشگاه تارتو اشاره کرد.